# تحدي 1
تحدي 1 (بالإنجليزية: Challenge One)‏، قمر صناعي تونسي كان من المنتظر أن يتم إطلاقه في 20 مارس/آذار 2021 من ميناء بايكونور الفضائي في كازاخستان على متن الصاروخ الروسي سويوز 2. لكن تم تأجيل الإطلاق ليوم 22 مارس/آذار 2021 بسبب مشاكل فنية. وأُطلق بنجاح بعد ذلك في نفس اليوم المنتظر.

## السياق التاريخي
أول الإشارات إلى فكرة عمل شركة تلنات على تصنيع وإطلاق قمر اصطناعي مصغّر ظهرت منذ 2016 عندما وقّعت الشركة مذكرة تفاهم مع مجموعة إيرباص-سافران للإطلاق (التي غيّرت تسميتها فيما بعد لتصبح مجموعة أريان) لتطوير قطاع للصناعات الفضائية في تونس أساسا حول الأقمار الاصطناعية المصغّرة بقيمة استثمارات تبلغ 120 مليون دينار، وكان ذلك على هامش منتدى تونس 2020 للاستثمار الذي التأم في 2016. وكانت الفكرة من هذا التعاون هي أن يساعد الطرف الفرنسي على تركيز وحدات لتجميع وإدماج وتجربة الأقمار الاصطناعية المصغّرة بالتعاون مع شركات محلية ومؤسسات جامعية تونسية.
في شهر جوان/يونيو/حزيران 2017 شارك محمد الفريخة صاحب شركة تلنات في لقاء يجمع شركاء مشروع "Q@TS" الذي تطوّره مجموعة إيرباص-سافران كمنصّة خاصة بإطلاق الأقمار الاصطناعية المصغّرة، وكان ذلك على هامش المعرض العالمي للطيران والفضاء في بورجيه.
في شهر أوت/أغسطس/آب 2017 وقعت الشركتان اتفاقية مع القطب التكنولوجي بصفاقس تقضي بإحداث وحدة في القطب مختصة في الهندسة والتطوير لتنفيذ التعاون المنشود بمساحة 5500 م².
في بداية سنة 2018 أعلنت الشركة على هامش المنتدى الاقتصادي التونسي الفرنسي بمناسبة زيارة الرئيس ماكرون إلى تونس عن اتفاق تعاون جديد مع تكتّل الصناعات الفضائية في تولوز الفرنسية «أيروسبايس فالي» للمساعدة على تطوير صناعة الأقمار الاصطناعية المصغّرة في صفاقس، في خطوة دلّت على عدم توصّل الاتفاق السابق مع إيرباص-سافران إلى تنفيذ على أرض الواقع، ومحاولة تعويضها بتكتّل صناعات الفضاء في تولوز.
وفعلا بعد ثلاثة أشهر أي في أبريل 2018 استضاف القطب التكنولوجي بصفاقس منتدى حول صناعات الفضاء حضرته شركات من تولوز، وتم فيه الإفصاح لأول مرة عن مكوّنات القمر الاصطناعي المصغّر الذي كان قيد التطوير حينها من طرف شركة تلنات والإعلان عن سنة 2020 كموعد مرتقب للإطلاق.
ولكن بعد هذه التطوّرات المتسارعة تلت سنة تقريبا من الصمت من طرف الشركة ليتم الإعلان في أبريل 2019 عن تغيير الوجهة من الشركاء الفرنسيين إلى الشركاء الروسيين للمساعدة في تطوير القمر ثمّ إطلاقه، على أن الإطلاق سيكون في جويلية/يوليو/تموز 2020 على متن الصاروخ سويوز 2 من ميناء بايكونور الفضائي في كازاخستان. تحديدا، تم الإعلان عن توقيع اتفاقية متقدمة مع شركة GK Launch Services الروسية المسؤولة عن عمليات الإطلاق بصاروخ سويوز 2 ومع شركة «سبوتنيكس» للمساعدة في تطوير القمر المصغّر.
في سبتمبر 2019 وضمن تقارير الجلسة العامة للمساهمين أعلن الفريخة أن كلفة تطوير القمر قدّرت بحوالي مليون دينار، في حين أن الكلفة القياسية في السوق حوالي 5 ملايين دينار، حيث تمكنت الشركة من التحكم في الكلفة بفضل خبراتها في المشاريع السابقة. كما أعلن عن الإطار الأشمل لهذا المشروع وهو إطلاق كوكبة كاملة من الأقمار المصغرة في حدود الثلاثين في أفق سنة 2023، ونية الشركة إطلاق عروض لإختيار من سيتمّ تدريبهم في روسيا ليكونوا روّاد فضاء.
في شهر مارس 2020 تم الإعلان عن أكثر تفاصيل حول القمر المصغّر، حيث اتضح أن شركة تلنات أسست فرعا في روسيا يحتضنه مركز سكولكوفو للتطوير، يهدف إلى تأمين الربط التقني بين فريق العمل في تونس والفرق المسؤولة عن التجارب والإطلاق في روسيا، وأن التجارب بلغت أشواطا مهمة في التثبت من مدى مقاومة القمر لعوامل الضغط والحرارة والارتجاج سواء عند الإطلاق أو على مستوى المدار الأرضي المنخفض، وأن موعد الإطلاق تم تأخيره للمرة الأولى ليكون في نوفمبر 2020
نتيجة لتبعات الجائحة في 2020، تم التأخير للمرة الثانية والأخيرة في موعد الإطلاق إلى مارس 2021 ليوافق الذكرى 65 من استقلال تونس عن الاحتلال الفرنسي.

## التعريف والمهمة
بعد اجتماع اللجنة الوطنية التونسية للفضاء الخارجي في 19 فبراير 2020 برئاسة وزير التعليم العالي حاتم بن سالم في مقر الوزارة بصفته رئيسا للجنة، تم النظر في طلب إطلاق قمر صناعي من طرف شركة تلنات، وتم بعد ذلك إعطاء الضوء الأخضر للمشروع.
وكانت شركة تلنات الراعية للمشروع قد وقعت في شهر أبريل 2019 اتفاقا مع وكالة الفضاء الروسية «روسكوسموس» والشركة التي تدير للمركبة الفضائية الروسية سويوز 2، لإطلاق أول قمر صناعي تونسي.
يُعتَبر تحدي 1 أول قمر صناعي تونسي الصنع تم إطلاقه في تاريخ تونس، وهو من صنع مجمع تلنات. صُنع القمر الصناعي بأيادي تونسية محلية وستكون مهمته الأساسية متعلقة بإنترنت الأشياء، حيث أنه من المنتظر أن يستعمل تقنية تعديل الطيف المنتشر أو ما يُسمى «ببروتوكول لورا» في اتصالات الفضاء، وبذلك سيكون من أول الأقمار الصناعية التي تستعمل هذه التقنية